# La Grosse Roche
La Grosse Roche est une allée couverte ruinée, situé à Trégon dans le département français des Côtes-d'Armor.

## Description
L'allée couverte est désormais très ruinée. A la fin du XIXe siècle, elle ne comportait déjà plus que trois orthostates dressés, confondus avec des menhirs, et trois autres dalles horizontales. Seule une dalle centrale, improprement appelée menhir est encore debout (2,10 m de hauteur pour 2,50 m de largeur et 1,25 m d'épaisseur). Avant ruine, les dimensions de l'allée couverte pouvaient atteindre environ 10 m de long pour 3,80 m de large et 2,60 m de hauteur. Quatre autres blocs, de moindres dimensions sont visibles à proximité des six dalles principales.
En 1836, des fouilles permirent d'y recueillir plusieurs haches en silex et des sépultures.
A environ 50 m au nord-ouest du hameau voisin de la Ville-Goudié, il existait, au moins jusqu'en 1970, un petit menhir en quartzite brune, désormais disparu, mais dont on connaît les dimensions (1,20 m de haut pour 0,90 m de large) et la forme grâce à un dessin de V. Micault réalisé en 1872.